# R (латиниця)
R — 18-а літера латинського алфавіту, у більшості мов називається «ер» (в англійській мові — /ɑː/).

## Способи кодування
В Юнікоді велика R кодується як U+0052, а мала r — U+0072.
Код ASCII для великої R — 82, для малої r — 114; або у двійковій системі 01010010 та 01110010 відповідно.
Код EBCDIC для великої R — 217, для малої r — 153.
NCR код HTML та XML — «R» та «r» для великої та малої літер відповідно.
| Фонетичний алфавіт НАТО   | Фонетичний алфавіт НАТО | код Морзе                      | код Морзе    |
| Romeo                     | Romeo                   | ·–·                            | ·–·          |
|                           |                         |                                | ⠗            |
| Морський прапорний сигнал | Семафорна абетка        | Американська мова жестів (ASL) | Шрифт Брайля |